# Egidijus Juodvalkis
Egidijus Juodvalkis (8 april 1988) is een voormalig Litouws wielrenner. Zijn specialiteit waren de (Belgische) voorjaarswedstrijden. Zijn grootste overwinning behaalde Juodvalkis op het Litouws kampioenschap wielrennen. In 2014 kwam hij uit voor het continentale Team3M. In 2015 sloot hij zijn loopbaan af bij Colba-Superano Ham.

## Belangrijkste overwinningen
2007
- 2e etappe, deel b Ronde van Antwerpen (ploegentijdrit)

2009
- Litouws kampioen op de weg, Elite
- Memorial Fred De Bruyne

2011
- 1e etappe Ronde van Picardië

2013
- Kustpijl

## Resultaten in voornaamste wedstrijden
| Jaar | Gent-Wevelgem | Ronde van Vlaanderen | Amstel Gold Race |
| ---- | ------------- | -------------------- | ---------------- |
| 2011 | 78e           |                      |                  |
| 2012 |               | 35e                  |                  |
| 2013 |               | 53e                  | 83e              |

Bagdonas · Balčiūnas · Chernisjov · Dyaçenko · Dmitriev · Groezdev · Iglinski · Joemabekov · Juodvalkis · Kolesov · Kondrotas · Kruopis · Ljalko · Mochus · Navardauskas · Raimbekov · Renev · Sjoesjemoin · Tlewbajev
Borremans · Coupé · De Gans · François · Goris · Huys · Juodvalkis · Kruopis · Mortelmans · Omloop · Vanbecelaere · Vangheel · Zen · Janssens (stagiair) · Van Dyck (stagiair)
Amorison · Baestaens · Barbé · Bellemakers · Breyne · Cammaerts · Commeyne · De Waele · Dekkers · Delfosse · Dockx · Gourgue · Helminen · Honig · Juodvalkis · Kruopis · Nys · K. Peeters · Planckaert · Scheirlinckx · Stallaert · Traksel · Vanthourenhout · Verheyen
Amorison · Baestaens · Barbé · Bellemakers · Breyne · Bueken · Claeys · Cohnen · Commeyne · Delfosse · Devillers · De Waele · Helminen · Honig · Hovelijnck · Juodvalkis · Nys · K. Peeters · Planckaert · Stallaert · Traksel · Vanthourenhout · Backaert (stagiair) · Van Driessche (stagiair)
Amorison · Baestaens · Barbé · Breyne · Bueken · Claeys · Delfosse · Devillers · Honig · Hovelijnck · Juodvalkis · Nys · K. Peeters · Planckaert · Prémont · Stallaert · Steels · Sys · Vanherck · Vanthourenhout · Vantomme · Claes (stagiair) · David (stagiair) · Verwaest (stagiair)
De Vos · de Man · Devriendt · Druyts · Franckaert · Janssens · Juodvalkis · Pot · Schuermans · Segers · Sleurs · Stevens · Van Hoovels · M.van Zijl · D.van Zijl · Van Zummeren · Vandenbogaerde · Vanspeybroeck · Vermeulen · Vingerling · Gough (stagiair)